# Germariochaeta clavata
Germariochaeta clavata är en tvåvingeart som beskrevs av Villeneuve 1937. Germariochaeta clavata ingår i släktet Germariochaeta och familjen parasitflugor. Inga underarter finns listade i Catalogue of Life.